# SF大将
『SF大将』（エスエフたいしょう）は、とり・みきによる日本の漫画作品。短編SFギャグマンガ。『S-Fマガジン』（早川書房）にて1994年7月号から1996年12月号まで連載された。単行本は同社より全1巻。1998年、第29回星雲賞コミック部門を受賞した。

## 概要
『アルジャーノンに花束を』『鋼鉄都市』『幼年期の終わり』など、海外の名作SF小説をパロディ化した短篇集の作品である。1つの題材につきそれぞれ3〜5ページ程度での構成となっている。
2009年に発売されたムック『SF本の雑誌』（本の雑誌社）に「SF大将特別編 万物理論」が掲載された（4ページ分）。その後、2010年12月に、後編4ページを追加した全8ページの「SF大将特別編 万物理論［完全版］」として、大森望責任編集『NOVA3 書き下ろし日本SFコレクション』（河出文庫）に収録された。
2016年に早川書房の漫画作品が電子書籍化された際には、文庫版が電子化のラインナップに加えられ、各誌で掲載された「SF大将」「SF小僧」を、刊行時点での完全収録となった。

## 収録作品
文庫版には表題作のほか、以下の2作品が収録されている。
- 大星雲ショー（『GURU』掲載）
- SF小僧（『S-Fマガジン』掲載）

## 書誌情報
- とり・みき『SF大将』早川書房、1997年12月発行[7]、ISBN 4-152081015
- とり・みき『SF大将』早川書房〈ハヤカワ文庫〉、2002年9月発行[8]、ISBN 4-150307008
- とり・みき『SF大将　enlarged and revised edition』早川書房〈ハヤカワ文庫〉電子書籍版、2016/08/15